# René-Auguste Parodi
René-Auguste Parodi (* 27. Februar 1914 in Chêne-Bourg; † 17. September 1989 in Genf) war ein Schweizer Architekt und Maler.

## Leben und Werk
René-Auguste Parodi fing als Fünfzehnjähriger an zu malen. Nach bestandener Matura studierte er Architektur an der ETH Zürich und schloss das Studium 1939 erfolgreich ab. Anschliessend besuchte er die École des Beaux-Arts in Genf und war dort ein Schüler von Alexandre Blanchet. Während diesen Jahren hatte er Kontakt zu zahlreichen Kunstschaffenden.
Parodi war zeitlebens als Architekt und als Maler tätig. Als Architekt befasste er sich mit der Inneneinrichtung verschiedener Geschäfte und baute Villen, Gebäude und Fabriken. Als Maler schuf er schon als Zwanzigjähriger tachistische Bilder und er interessierte sich für die alte chinesische Kultur. Von dieser liess er sich in seinem künstlerischen Schaffen stark inspirieren.
Parodi stellte seine Werke im In- und Ausland aus, so im Museum der Schönen Künste in Neuenburg, im Museum Rath und im Cité du temps in Genf. 1989 fand eine Retrospektive seiner Werke in der Fondation Grand-Cachot-de-Vent in La Chaux-du-Milieu statt.